# Pływanie na Letnich Igrzyskach Olimpijskich 1952 – 400 m stylem dowolnym kobiet
400 m stylem dowolnym kobiet – jedna z konkurencji pływackich rozgrywanych podczas XV Igrzysk Olimpijskich w Helsinkach. Eliminacje odbyły się 31 lipca, półfinały 1 sierpnia, a finał 2 sierpnia 1952 roku.
Mistrzynią olimpijską została reprezentantka Węgier Valéria Gyenge, która ustanowiła w finale nowy rekord olimpijski (5:12,1). Srebrny medal zdobyła także Węgierka, Éva Novák, uzyskawszy czas 5:13,7. Brąz, z czasem 5:14,6, wywalczyła Amerykanka Evelyn Kawamoto, która dwa dni wcześniej w eliminacjach pobiła rekord olimpijski.

## Rekordy
Przed zawodami rekord świata i rekord olimpijski wyglądały następująco:
| Rekord            | Zawodniczka     | Czas   | Miejsce   | Data             |       |
| ----------------- | --------------- | ------ | --------- | ---------------- | ----- |
| Rekord świata     | Ragnhild Hveger | 5:00,1 | Kopenhaga | 15 września 1940 |       |
| Rekord olimpijski | Ann Curtis      | 5:17,8 | Londyn    | 7 sierpnia 1948  | [ 1 ] |

W trakcie zawodów ustanowiono następujące rekordy:
| Data       | Etap konkurencji | Zawodnik        | Czas   | Rekord |
| ---------- | ---------------- | --------------- | ------ | ------ |
| 31 lipca   | eliminacje       | Evelyn Kawamoto | 5:16,6 | OR     |
| 2 sierpnia | finał            | Valéria Gyenge  | 5:12,1 | OR     |

## Wyniki

### Eliminacje
Do półfinałów zakwalifikowało się 16 pływaczek z najlepszymi czasami.

#### Wyścig eliminacyjny 1
| Miejsce | Zawodniczka       | Państwo         | Czas   | Uwagi |
| ------- | ----------------- | --------------- | ------ | ----- |
| 1.      | Ana María Schultz | Argentyna       | 5:26,1 | Q     |
| 2.      | Huguette Peters   | Belgia          | 5:29,8 | Q     |
| 3.      | Mette Petersen    | Dania           | 5:30,6 |       |
| 4.      | Grace Wood        | Wielka Brytania | 5:31,2 |       |
| 5.      | Kay McNamee       | Kanada          | 5:50,5 |       |
| 6.      | Geertje Wielema   | Holandia        | 6:02,6 |       |

#### Wyścig eliminacyjny 2
| Miejsce | Zawodniczka      | Państwo           | Czas   | Uwagi |
| ------- | ---------------- | ----------------- | ------ | ----- |
| 1.      | Ragnhild Hveger  | Dania             | 5:19,6 | Q     |
| 2.      | Éva Székely      | Węgry             | 5:20,9 | Q     |
| 3.      | Judy-Joy Davies  | Australia         | 5:21,2 | Q     |
| 4.      | Delia Meulenkamp | Stany Zjednoczone | 5:21,4 |       |
| 5.      | Lillian Preece   | Wielka Brytania   | 5:32,1 |       |
| 6.      | Sybille Verckist | Belgia            | 5:40,1 |       |
| 7.      | Ritva Järvinen   | Finlandia         | 5:53,5 |       |

#### Wyścig eliminacyjny 3
| Miejsce | Zawodniczka       | Państwo           | Czas   | Uwagi |
| ------- | ----------------- | ----------------- | ------ | ----- |
| 1.      | Valéria Gyenge    | Węgry             | 5:22,6 | Q     |
| 2.      | Carolyn Green     | Stany Zjednoczone | 5:23,8 | Q     |
| 3.      | Colette Thomas    | Francja           | 5:36,8 |       |
| 4.      | Elisabeth Rechlin | Niemcy            | 5:38,0 |       |
| 5.      | Hannie Termeulen  | Holandia          | 5:45,5 |       |
| 6.      | Gladys Priestley  | Kanada            | 5:52,7 |       |
| 7.      | Cynthia Eager     | Hongkong          | 5:55,8 |       |

#### Wyścig eliminacyjny 4
| Miejsce | Zawodniczka               | Państwo           | Czas   | Uwagi |
| ------- | ------------------------- | ----------------- | ------ | ----- |
| 1.      | Evelyn Kawamoto           | Stany Zjednoczone | 5:16,6 | Q,    |
| 2.      | Daphne Wilkinson          | Wielka Brytania   | 5:16,6 | Q     |
| 3.      | Joan Harrison             | Południowa Afryka | 5:21,8 | Q     |
| 4.      | Ingegärd Fredin           | Szwecja           | 5:28,7 | Q     |
| 5.      | Ginette Jany              | Francja           | 5:32,6 |       |
| 6.      | Irma Heijting-Schuhmacher | Holandia          | 5:45,2 |       |
| 7.      | Sadako Yamashita          | Japonia           | 5:48,4 |       |

#### Wyścig eliminacyjny 5
| Miejsce | Zawodniczka              | Państwo   | Czas   | Uwagi |
| ------- | ------------------------ | --------- | ------ | ----- |
| 1.      | Éva Novák                | Węgry     | 5:19,1 | Q     |
| 2.      | Greta Andersen           | Dania     | 5:21,3 | Q     |
| 3.      | Piedade Coutinho-Tavares | Brazylia  | 5:26,9 | Q     |
| 4.      | Denise Norton            | Australia | 5:28,5 | Q     |
| 5.      | Marianne Lundquist       | Szwecja   | 5:34,4 |       |
| 6.      | Josette Arene            | Francja   | 5:44,1 |       |
| 7.      | Misako Tamura            | Japonia   | 5:59,0 |       |

### Półfinały

#### Półfinał 1
| Miejsce | Zawodniczka              | Państwo           | Czas     | Uwagi |
| ------- | ------------------------ | ----------------- | -------- | ----- |
| 1.      | Evelyn Kawamoto          | Stany Zjednoczone | 5:21,2   | Q     |
| 2.      | Éva Novák                | Węgry             | 5:21,3   | Q     |
| 3.      | Ana María Schultz        | Argentyna         | 5:22,0   | Q     |
| 4.      | Greta Andersen           | Dania             | 5:22,1   | Q     |
| 5.      | Joan Harrison            | Południowa Afryka | 5:23,1   |       |
| 6.      | Judy-Joy Davies          | Australia         | 5:25,6   |       |
| 7.      | Piedade Coutinho-Tavares | Brazylia          | 5:28,5   |       |
| 8. !    | Ingegärd Fredin          | Szwecja           | 9:99,9 ! | DNS   |

#### Półfinał 2
| Miejsce | Zawodniczka      | Państwo           | Czas   | Uwagi |
| ------- | ---------------- | ----------------- | ------ | ----- |
| 1.      | Valéria Gyenge   | Węgry             | 5:16,9 | Q     |
| 2.      | Carolyn Green    | Stany Zjednoczone | 5:18,3 | Q     |
| 3.      | Éva Székely      | Węgry             | 5:19,3 | Q     |
| 4.      | Ragnhild Hveger  | Dania             | 5:19,5 | Q     |
| 5.      | Daphne Wilkinson | Wielka Brytania   | 5:27,2 |       |
| 6.      | Delia Meulenkamp | Stany Zjednoczone | 5:27,9 |       |
| 7.      | Denise Norton    | Australia         | 5:30,9 |       |
| 8.      | Huguette Peters  | Belgia            | 5:36,5 |       |

### Finał
| Miejsce | Zawodniczka       | Państwo           | Czas   | Uwagi |
| ------- | ----------------- | ----------------- | ------ | ----- |
| 1. !    | Valéria Gyenge    | Węgry             | 5:12,1 | OR    |
| 2. !    | Éva Novák         | Węgry             | 5:13,7 |       |
| 3. !    | Evelyn Kawamoto   | Stany Zjednoczone | 5:14,6 |       |
| 4.      | Carolyn Green     | Stany Zjednoczone | 5:16,5 |       |
| 5.      | Ragnhild Hveger   | Dania             | 5:16,9 |       |
| 6.      | Éva Székely       | Węgry             | 5:17,9 |       |
| 7.      | Ana María Schultz | Argentyna         | 5:24,0 |       |
| 8.      | Greta Andersen    | Dania             | 5:27,7 |       |